# Cyrtopholis ramsi
Cyrtopholis ramsi är en spindelart som beskrevs av Rudloff 1995. Cyrtopholis ramsi ingår i släktet Cyrtopholis och familjen fågelspindlar.
Artens utbredningsområde är Kuba. Inga underarter finns listade i Catalogue of Life.